# Pakruojis

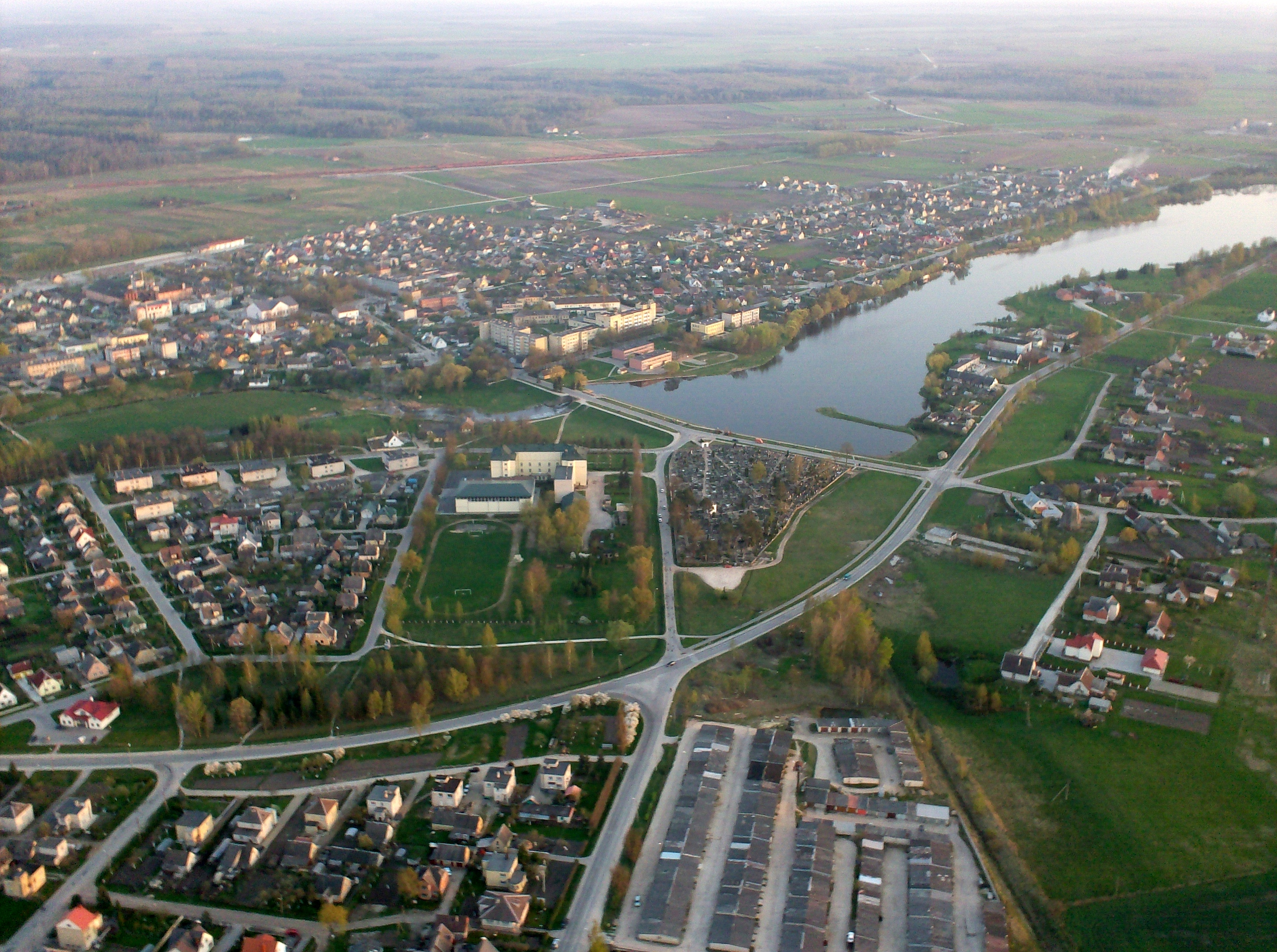
Panorama von Pakruojis

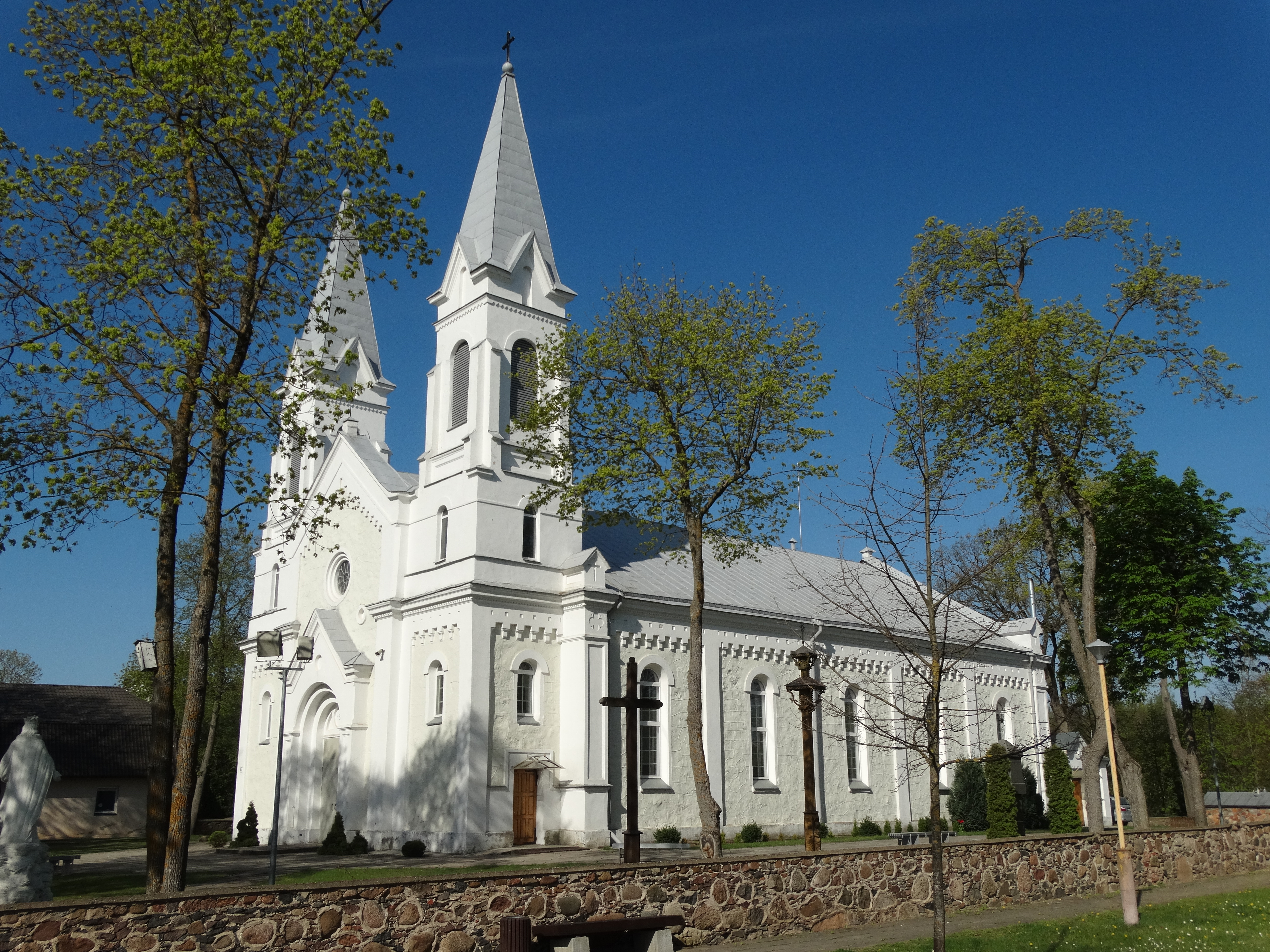
Katholische Kirche Johannes des Täufers in Pakruojis, erbaut 1887–1890

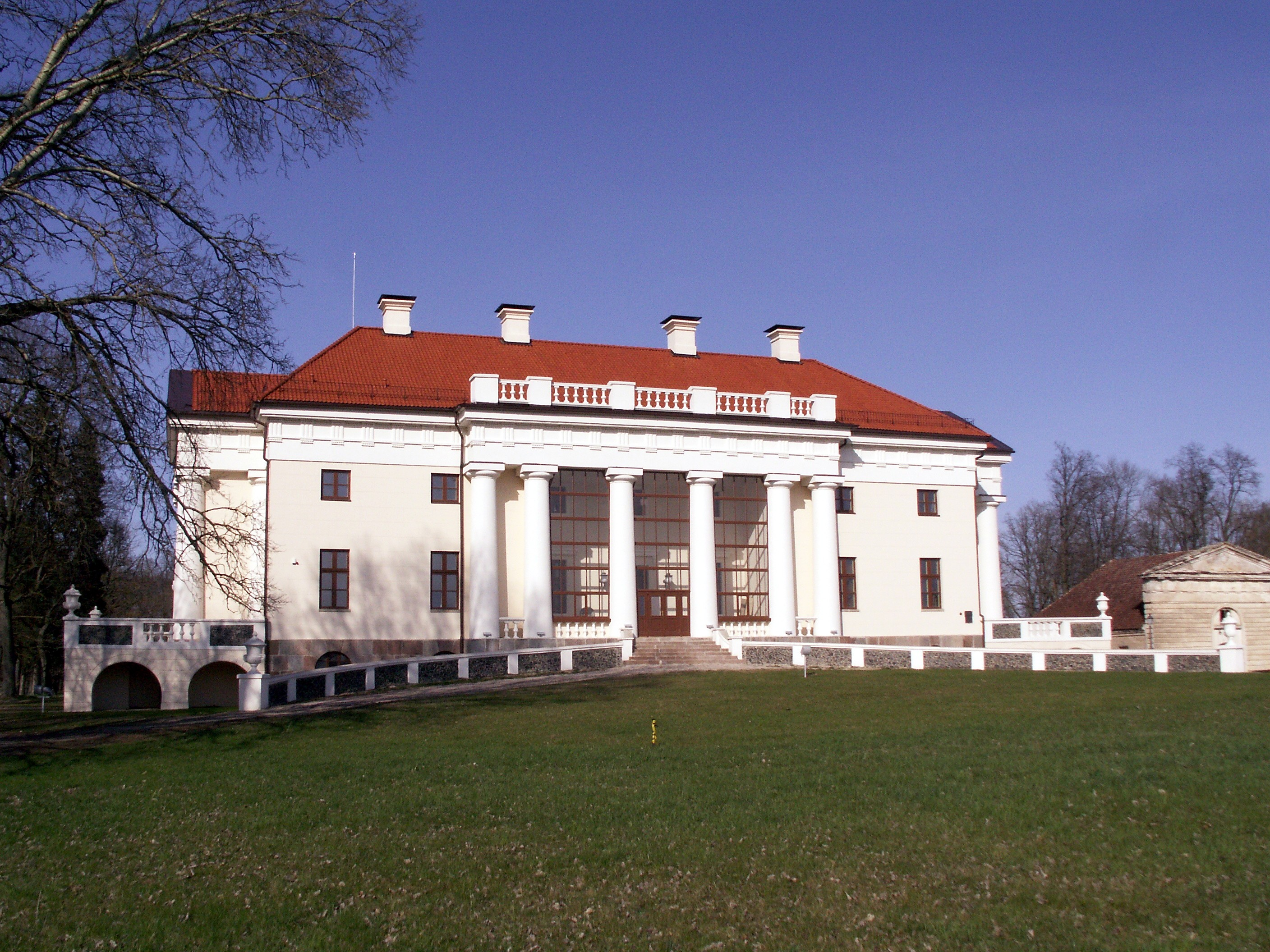
Herrenhaus Pakruojis

Pakruojis (deutsch, 18. Jahrhundert: Pockroy) ist eine Stadt und Sitz der  Rajongemeinde Pakruojis im Nordlitauen, im Bezirk Šiauliai, 36 Kilometer östlich von Šiauliai an der Kruoja, unweit von der Landstraße Šiauliai-Pasvalys. Im Jahr 2011 zählt die Stadt 5139 Einwohner.

## Stadt
Es gibt eine St.-Johannes-Täufer-Kirche (seit 1887), ein Landgut Pakruojis (seit Ende des 16. Jahrhunderts), ein Krankenhaus, ein Kulturhaus, das Postamt (LT-83001), das Rajongericht Pakruojis und das Rathaus der Rajongemeinde.
Der FK Kruoja Pakruojis ist der bedeutendste Fußballverein der Stadt.

## Sehenswürdigkeiten
- Synagoge, erbaut 1801

## Söhne und Töchter der Stadt
- Walter Baron von Koskull
- Eugen von Keyserling (1832–1889), Zoologe
- Vilma Bardauskienė (* 1953), Weitspringerin
- Gabrielė Leščinskaitė (* 1996), Biathletin

## Daten
Stadt: 5.677 Einwohner (2009), Fläche 4 km².
Gemeinde: 27.886 Einwohner (2007), Fläche 21,8 km².

## Rajongemeinde
Die Rajongemeinde (Pakruojo rajono savivaldybė) umfasst die beiden Städte Pakruojis und Linkuva, die fünf Städtchen miesteliai Klovainiai, Lygumai, Pašvitinys, Rozalimas und Žeimelis, sowie 374 Dörfer.
Sie ist in 8 Amtsbezirke (seniūnija) eingeteilt:
- Guostagalis
- Klovainiai
- Lygumai mit Synagoge
- Linkuva
- Pakruojis
- Pašvitinys
- Rozalimas
- Žeimelis

Auch Amtsbezirke der beiden Städte reichen weit über sie hinaus.